# Joan Frances Gormley
Joan Frances Gormley (6 de outubro de 1937 - 19 de outubro de 2007), uma virgem consagrada na Igreja Católica, era uma estudiosa americana nos campos da literatura clássica e dos estudos bíblicos. Foi professora no Departamento de Escrituras Sagradas do Seminário de Mount St. Mary. Ela traduziu e produziu uma série de obras dos principais místicos católicos, como os santos Edith Stein e João de Ávila.

## Vida e trabalho
Gormley nasceu na Filadélfia, Pensilvânia, um dos 13 filhos de John Gormley e Dorothy Edna (Hihns) Gormley. Após o colegial, ingressou nas Filhas da Caridade de São Vicente de Paulo, que mais tarde deixou. Frequentou o Trinity College em Washington, D.C., após o qual obteve um mestrado em artes clássicas pela Universidade de Harvard. Ela passou a fazer doutorado em Estudos do Novo Testamento pela Fordham University, em Nova York.
Depois de receber seu doutorado, Gormley retornou à sua alma mater, Trinity College, onde ensinou clássicos e teologia. Durante esse período, ela fez pós-doutorado na École Biblique em Jerusalém. Ela fez uma extensa pesquisa sobre a vida e os escritos de Santa Teresa de Lisieux, a quem ela tinha uma forte devoção, no Centro de Documentação Teresiano em Lisieux, França, bem como seu trabalho no do judeu-alemão convertido Santa Edith Stein.
Em 1988, Gormley ingressou na faculdade do Seminário de Mount St. Mary em Emmitsburg, Maryland, onde ensinou Escritura aos seminaristas. Ela passou o semestre de outono de 2003 em um período sabático. Durante esse período, ela pesquisou a vida e os escritos do padre espanhol João de Ávila, santo padroeiro do clero espanhol, que havia sido recentemente declarado doutor da Igreja. Seu trabalho resultou em uma nova tradução de seu trabalho mais conhecido, Audi, filia ( Ouça, ó filha ).
Ela foi promovida a professora no departamento em 2004. Participante ativa de várias associações teológicas, ela publicou um comentário sobre o Dei verbum (a Constituição Dogmática da Revelação Divina), emitida pelo Concílio Vaticano II, para a Universidade Católica a Distância.

## Morte
Gormley morreu em Gettysburg, Pensilvânia, em 19 de outubro de 2007. Seus restos mortais foram enterrados no Cemitério do Calvário em Conshohocken, Pensilvânia.